# أبونا ديسقوروس
أبونا ديسقوروس (ديسقوروس هاجوس؛ 1937 - 21 ديسمبر 2015)  كان رابع بطريرك لكنيسة التوحيد الأرثوذكسية الإريترية، تم تعيينه في أبريل 2007.
أصبح تعيين أبونا ديسقوروس ممكناً لأن النظام في إريتريا غير قواعد التعيين، حتى يتمكن المجمع المقدس للكنيسة من تعيين شخص علماني ليكون البطريرك الجديد.
رفض البابا شنودة الثالث بطريرك الاقباط الارثوذكس وكنيسة التوحيد الأرثوذكسية الإثيوبية إقالة أبونا أنطونيوس، البطريرك الشرعي السابق، بواسطة الحكومة الإريترية، وبالتالي رفضوا الاعتراف بأبونا ديسقوروس كبطريرك إريتريا الشرعي. ورفض تعيين أبونا ديسقوروس أيضا بعض الكنائس الإريترية ولا سيما في الشتات واستمرت في تأييد سلفه، البطريرك السابق أبونا أنطونيوس،  الذي أزيل من المنصب بعد أن انتقد الحكومة الإريترية لتدخلها في شؤون الكنيسة، وضع تحت الإقامة الجبرية من قبل النظام في إريتريا منذ 2005.
في أكتوبر 2014، أصدر اتحاد الأديرة الإريترية مرسومًا يحرم حلفاء ديسقوروس الحكوميين، الكاهن هابتوم روسوم هابتي والعلماني يفتاح ديميتروس جبر مريم، مستشهدين بقائمة طويلة من الانتهاكات المزعومة أثناء إدارتهم في عهد ديسقوروس. ومع ذلك، لم يتم حرمان أو عزل أبونا ديسقوروس. اتهمت الحكومة الإريترية عدة رهبان بأنهم وراء خطاب الطرد الكنسي لحلفاء ديسقوروس، فقرر هؤلاء الرهبان الفرار واللجوء إلى إثيوبيا.
توفي ديسقوروس في 21 ديسمبر 2015. فأصبح منصب بطريرك كنيسة التوحيد الأرثوذكسية الإريترية شاغرًا حتى عام 2021، الي ان تم انتخاب أبونا كيرلس في 13 مايو 2021 ليصبح البطريرك الخامس لكنيسة التوحيد الأرثوذكسية الإريترية.

## بطاركة إريتريا
- أبونا فيليبس (البطريرك الأول - 1999- 2001)
- أبونا ياكوب (البطريرك الثاني - 2002 - 2003)
- أبونا أنطونيوس (البطريرك الثالث - 2004 - 2022)
- أبونا ديسقوروس (البطريرك الرابع - 2007 - 2015)
- أبونا كيرلس (البطريرك الخامس - 2021 الي الآن)